# Liste der denkmalgeschützten Objekte in Schlatt (Oberösterreich)
Die Liste der denkmalgeschützten Objekte in Schlatt enthält die 2 denkmalgeschützten, unbeweglichen Objekte der oberösterreichischen Gemeinde Schlatt.

## Denkmäler
| Foto |                 | Denkmal                                                                      | Standort                                         | Beschreibung | Metadaten |
| ---- | --------------- | ---------------------------------------------------------------------------- | ------------------------------------------------ | --- | --- |
| ja   | Datei hochladen | Aufnahmsgebäude Breitenschützing HERIS-ID: 45870 Objekt-ID: 47384            | Breitenschützing 22 Standort KG: Schlatt         | Der Bahnhof Breitenschützing war von 1854 bis 1965 der Bahnknotenpunkt für den Kohletransport aus dem Abbaugebiet Wolfsegg-Kohlgrube. 2014 sind im ehemaligen Aufnahmsgebäude technische Einrichtungen und die WC-Anlage des Bahnhofs untergebracht. | BDA-Hist.: Q38017985 Status: Bescheid Stand der BDA-Liste: 2025-06-30 Name: Aufnahmsgebäude Breitenschützing GstNr.: 362 Aufnahmsgebäude Breitenschützing, Schlatt (Upper Austria) |
| ja   | Datei hochladen | Kalvarienbergkirche St. Philippi und Jakobi HERIS-ID: 52483 Objekt-ID: 59362 | Philippsberg 4, in der Nähe Standort KG: Schlatt | Die Kirche auf dem Philippsberg wurde um 1488 erbaut und am Anfang des 18. Jahrhunderts barockisiert. Sie hat ein gotisches einschiffiges Langhaus mit zwei Jochen und Kreuzrippengewölben. Der barocke einjochige Chor mit quadratischem Grundriss ist gegenüber dem Langhaus etwas eingezogen. Der gemauerte Dachreiter trägt einen Zwiebelhelm. Am Altar befindet sich eine barocke Kreuzigungsgruppe mit lebensgroßen Figuren. Von Gründonnerstag bis Karsamstag wird in der Kirche eine mechanische Fastenkrippe von 1719 mit Szenen aus der Passion Christi gezeigt. | BDA-Hist.: Q38051690 Status: § 2a Stand der BDA-Liste: 2025-06-30 Name: Kalvarienbergkirche St. Philippi und Jakobi GstNr.: 1424 Calvary church Philippsberg                       |